# جايسون بنتلي
جايسون بنتلي (بالإنجليزية: Jason Bentley)‏ هو دي جيه أمريكي، ولد في 27 يوليو 1970.

## وصلات خارجية
- جايسون بنتلي على موقع IMDb (الإنجليزية)
- جايسون بنتلي على موقع ميوزك برينز (الإنجليزية)
- جايسون بنتلي على موقع أول ميوزيك (الإنجليزية)
- جايسون بنتلي على موقع ديسكوغز (الإنجليزية)
- جايسون بنتلي على موقع قاعدة بيانات الفيلم (الإنجليزية)